# Kali Linux
Kali Linux – dystrybucja systemu operacyjnego Linux typu Live CD bazująca na Debian przeznaczona głównie do łamania zabezpieczeń i testów penetracyjnych czy też audytów bezpieczeństwa. Jest następcą dystrybucji BackTrack
Zawiera wsparcie dla projektu Metasploit. Zawiera między innymi takie narzędzia jak: Wireshark, John the Ripper, Nmap oraz Aircrack-ng. Kali jest dystrybuowana jako obrazy dla architektur 32- i 64-bitowych procesorów serii x86, a także opartych na architekturze ARM.
Zawiera około 600 programów (narzędzi) do testów penetracyjnych, w tym takie jak Armitage (graficzne narzędzie do zarządzania atakami cybernetycznymi), Nmap (skaner portów), Wireshark (analizator pakietów), Metasploit (platforma testów penetracyjnych), John the Ripper (łamacz haseł), sqlmap (automatyczne narzędzie do ataków SQL injection i przejęcia bazy danych), Aircrack-ng (zestaw oprogramowania do testowania penetracyjnego bezprzewodowych sieci LAN), Burp Suite i OWASP ZAP (skanery bezpieczeństwa aplikacji internetowych), itp.
Została opracowana przez Mati Aharoniego i Devona Kearnsa z Offensive Security jako następca ich poprzedniej dystrybucji BackTrack, opartej na Knoppix. Tagline Kali Linux i BackTrack brzmi "Im cichszym się stajesz, tym więcej możesz usłyszeć", co jest wyświetlane na niektórych tłach.
Popularność Kali Linux wzrosła, gdy pojawiła się w kilku odcinkach serialu telewizyjnego "Mr. Robot". Narzędzia wyróżnione w serialu i dostarczone przez Kali Linux obejmują Bluesniff, Bluetooth Scanner (btscanner), John the Ripper, Metasploit Framework, Nmap, Shellshock i Wget.

## Charakterystyka
Kali Linux ma dedykowany projekt przeznaczony do kompatybilności i przenoszenia na określone urządzenia z systemem Android, nazywany Kali NetHunter.
Jest to pierwsza platforma testów penetracyjnych na bazie systemu Android dostępna na zasadach open source dla urządzeń Nexus, stworzona jako wspólny wysiłek społeczności Kali przez członka o pseudonimie "BinkyBear" oraz Offensive Security. Obsługuje wstrzykiwanie ramek bezprzewodowych 802.11, jednoklikowe konfiguracje złośliwego punktu dostępu MANA, klawiaturę HID (ataki typu Teensy) oraz ataki MITM Bad USB.
BackTrack (poprzednik Kali) zawierał tryb znany jako tryb forensyczny, który został przeniesiony do Kali za pomocą uruchamiania na żywo. Ten tryb jest bardzo popularny z wielu powodów, częściowo dlatego, że wielu użytkowników Kali już posiada uruchamialny nośnik USB z Kali lub płytę CD, a ta opcja ułatwia zastosowanie Kali w pracy forensycznej. Podczas uruchamiania w trybie forensycznym system nie dotyka wewnętrznego dysku twardego ani przestrzeni wymiany, a automatyczne montowanie jest wyłączone. Jednak deweloperzy zalecają użytkownikom dokładne przetestowanie tych funkcji przed użyciem Kali w prawdziwych zadaniach forensycznych.

## Porównanie z innymi dystrybucjami systemu Linux
Kali Linux jest rozwijany z myślą o ekspertach ds. cyberbezpieczeństwa, testerach penetracyjnych i etycznych hakerach. Istnieje kilka innych dystrybucji dedykowanych testom penetracyjnym, takich jak Parrot OS, BlackArch i Wifislax. Kali Linux wyróżnia się spośród tych dystrybucji pod względem cyberbezpieczeństwa i testów penetracyjnych, a także ma funkcje, takie jak domyślny użytkownik będący superużytkownikiem w środowisku Kali Live.